# Veľký Meder
Veľký Meder (mađ. Nagymegyer, od 1948. do 1990. kao Čalovo)  je grad u jugozapadnoj Slovačkoj u Trnavskom kraju . Grad upravno pripada Okrugu Dunajská Streda.

## Povijest
Grad se prvi puta spominje 1268. pod imenom Villa Meger, grad je nosio naziv Čalovo od 1948. do 1990. godine.
Do 1918. Velký Meder je pripadao Kraljevini Ugarskoj kada je pripojen novonastaloj državi Čehoslovačkoj. Nakon Prve bečke arbitraže grad je od 1938. do 1945. nakratko vraćen Mađarskoj.

## Znamenitosti
- Rimokatolička crkva datira iz 1460., 1900. u neoklasicističkom stilu novoizgrađena crkva posvećena Svetom Nikoli
- Reformatorska crkva iz 1784. u baroknom stilu.
- Kapelica Djevice Marije iz 1910. godine.

## Stanovništvo
| Godina:     | 1993. | 2003.   | 2013.   | 2023.   |
| ----------- | ----- | ------- | ------- | ------- |
| Broj ljudi: | 9310  | 8990    | 8828    | 8254    |
| Razlika:    |       | -3,43 % | -1,80 % | -6,50 % |

| Godina:     | 2022. | 2023.   |
| ----------- | ----- | ------- |
| Broj ljudi: | 8301  | 8254    |
| Razlika:    |       | -0,56 % |

Po popisu stanovništva iz 2001. godine grad je imao 9113 stanovnika. Po popisu stanovništva u gradu živi najviše Mađara.
- Mađari – 84,6 %
- Slovaci – 13,5 %
- Romi – 0,7 %
- Česi – 0,7 %

Prema vjeroispovijesti najviše je rimokatolika 57,40 %, kalvinista 22,64 %, ateista 15,13 % i evangelika 2,23 %.

## Gradovi prijatelji
- Bácsalmás, Mađarska

## Vanjske poveznice
- Službena stranica grada

### Ostali projekti
|  | Zajednički poslužitelj ima još gradiva o temi Veľký Meder |